# Chrysosoma saonekense
Chrysosoma saonekense är en tvåvingeart som först beskrevs av Meijere 1913.  Chrysosoma saonekense ingår i släktet Chrysosoma och familjen styltflugor. Inga underarter finns listade i Catalogue of Life.